# کاشی

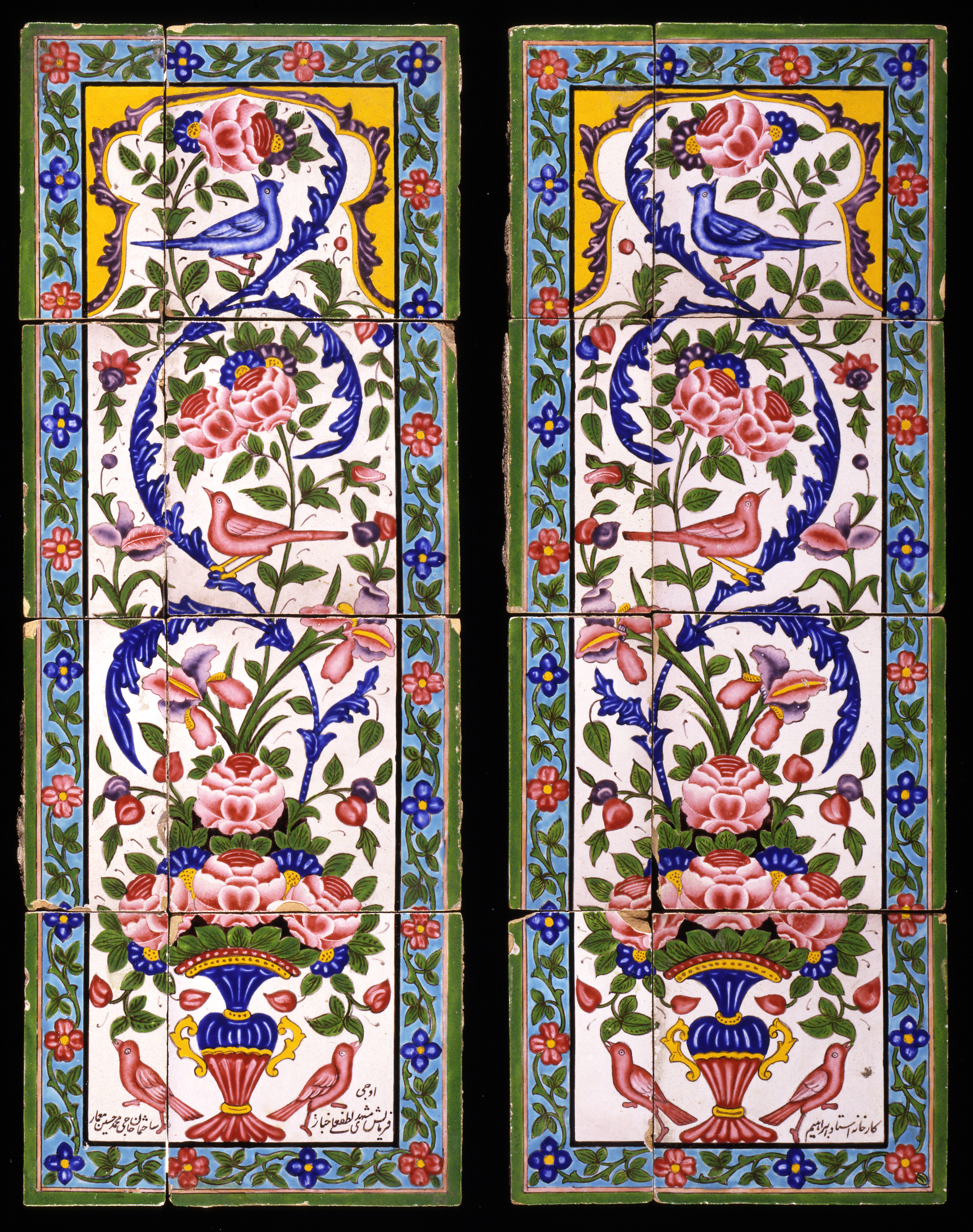
دو باریکه کاشی از جنس سفال، رنگ آمیزی شده (طرح گل و مرغ) با لعاب رنگی بر روی لعاب سفید متعلق به نیمه نخست سده ۱۹ میلادی

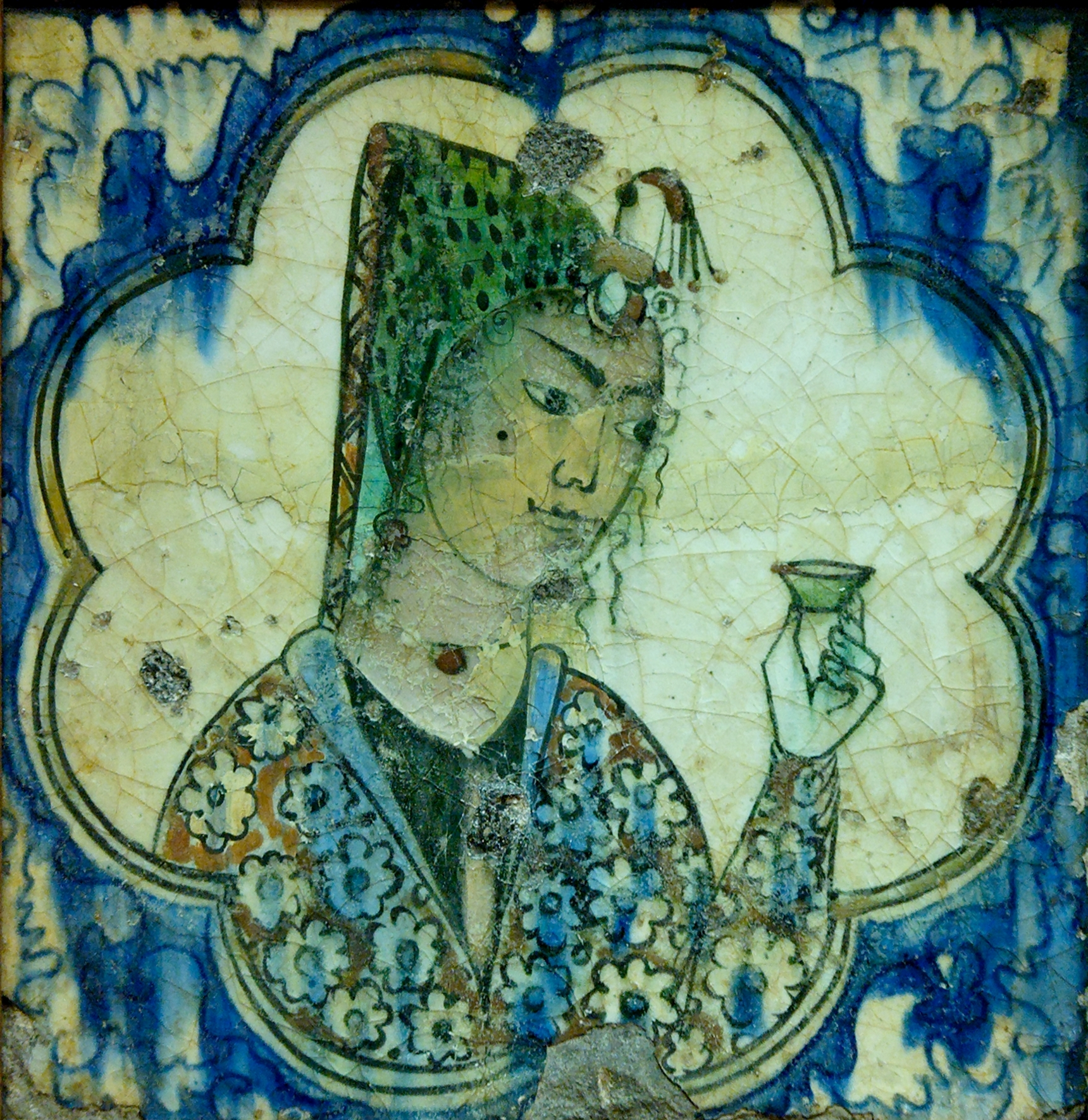
کاشی با طرح دختر ایرانی متعلق به سده ۱۸ میلادی

کاشی به قطعه سنگی مصنوعی گفته می‌شود که طول و عرض آن مختلف بوده و ضخامت آن چند میلی‌متر است، و یک روی آن دارای سطحی شیشه‌ای بوده و کاملاًّ صاف و صیقلی می‌باشد. کاشی، محصولاتی سفالین و سرامیکی است که در ساختمان کاربرد و اهمیت ویژه‌ای دارد مانند حمام‌ها، توالت‌ها، آشپزخانه‌ها و آب ریزگاه‌های عمومی و غیره. کاشی برای تزئینات داخل و خارج ساختمان و همچنین برای بهداشت و عایق رطوبت به کار می‌رود.
واژه کاشی از نام شهر کاشان اقتباس شده که از اوایل دوران اسلامی به عنوان مرکز صنعت سفال‌سازی مشهور بود.

## مراحل تهیه کاشی
1. نخستین مرحله انتخاب و آماده‌سازی مصالح آن می‌باشد. مصالح کاشی‌سازی خاک رسی است که ۲۰ تا ۲۵ درصد آن سلیس می‌باشد. نخست مواد اضافی و زائد و دانه‌های سنگ را از داخل آن جدا می‌کنند، بعد از شستشو و جدا کردن دانه‌های اضافی و یکنواخت نمودن خاک آن را هوا می‌دهند، بعد آن را آسیاب می‌کنند تا به گرد یکنواختی تبدیل گردد. هر قدر خاک رس تهیه شده مرغوب تر باشد در به عمل آوردن خاک آن دقت بیشتری می‌شود. بعد فوراً آن را با تسمه نقاله برای مراحل بعدی به سالن‌های دیگر منتقل می‌کنند.
2. ساختن گل :منظور از ساختن گل مخلوط کردن مصالح تهیه شده با آب است تا بدینوسیله خاصیت پلاستیسیته در مخلوط ظاهر شده و امکان شکل‌دادن به آن میسر گردد. هنگام مخلوط شدن آب با خاک دقت می‌شود تا تمام ذرات خاک رس در مجاورت آب قرار گیرند. برای جلوگیری از تغییرحجم و پیچیدن قطعه در هنگام پختن مقداری سنگ چخماق آسیاب شده به آن اضافه می‌کنند. برای جلوگیری از ایجاد رنگ قهوه‌ای تند که ممکن است در اثر وجود اکسیدهای آهن در خاک رس بعد از پخته شدن باشد حدود نیم درصد اکسید کرم به آن اضافه می‌نمایند.
3. قالب‌گیری: پس از تأیید گل به وسیله آزمایشگاه از لحاظ نوع مصالح و پراکندگی، گل را قالب‌گیری می‌کنند. برای تهیه کاشی مرغوب قالب‌گیری در خلأ انجام می‌گیرد. این عمل باعث توپر شدن و مقاومت بیشتر می‌شود. شکل‌دادن اغلب به وسیله فشار و پرس صورت می‌گیرد، صفحات پرس دارای ویژگی‌هایی هستند که مانع چسبیدن خاک به صفحات پرس می‌گردد. مقدار آب موجود در گل باید به حدی باشد که به گل آن مقدار پلاستیسیته را بدهد که گل به راحتی در قالب شکل گرفته و جسمی تو پر به دست بیاید، همچنین مقدار آب طوری باشد که پس از پرس کاری و خارج شدن قطعه از قالب در اثر وزن خود تغییر شکل ندهد.
4. خشک کردن: اگر قطعه به خوبی خشک نشود یا به سرعت خشک شود ترک می‌خورد یا می‌پیچد یا تغییر حجم می‌دهد. اگر قطعه پس از خروج از پرس کاری با حرارت خشک کنند یا در معرض هوای خشک و گرم قرار دهند سطح خارجی آن به سرعت خشک شده. برای خشک کردن قطعات مرغوب از تونل هوای گرم استفاده می‌نمایند. برای جلوگیری از ترک برداشتن و چروک شدن و پیچش سطحی هوای ابتدای تونل کاملاً مانند هوای خارج است. در وسط تونل حرارت به حداکثر لازم می‌رسد و در این مرحله کلیه آب فیزیکی قطعه متصاعد شده و قطعه کاملاً خشک می‌گردد. در تمام طول تونل رطوبت و حرارت داخل تونل اندازه‌گیری می‌شود.
5. پختن کاشی: کاشی در دو نوبت پخته می‌شود، بار اول قطعه سفالی را پس از خشک شدن به کوره پخت می‌برند و اغلب از کوره‌های تونلی استفاده می‌شود. ابتدا حرارت را به تدریج تا ۱۰۰ درجه سانتیگراد می‌رسانند تا آب فیزیکی قطعه متصاعد گرددو به تدریج حرارت کوره بالا می‌برند و حدود ۲۵۰ درجه سانتیگراد کلیه رطوبت آن تبخیر می‌شود و در حرارت ۴۵۰ الی ۶۰۰ درجه آب شیمیایی آن تبخیر می‌گردد و در حرارت ۸۰۰ درجه تمام مواد الی خاک رس از بین رفته و قطعه به مرحله شیشه ای شدن می‌رسد.
6. لعاب دادن روی کاشی: پس از اینکه اولین مرحله پخت به اتمام رسید و قبل از آنکه قطعه کاملاً پخته شده و به مرحله شیشه‌ای شدن برسد قطعه را از کوره خارج می نمایندو روی آن لعاب می‌پاشند. اگر کاشی گل دار باشد قبل از لعاب پاشیدن گل‌های مخصوص که از جنس لعاب بوده روی قطعه می‌چسبانند بعد روی آن لعاب می‌پاشند سپس قطعات لعاب کاری شده را روی واگن‌های مخصوص چیده و دوباره به کوره می‌برند و مرحله دوم پخت را انجام می‌دهند. لعاب روی سفال در اثر حرارت جاری شده و توی سوراخ‌های قطعه سفالی نفوذ کرده و با آن یکپارچه می‌شود. سپس کاشی‌ها درجه‌بندی می‌شوند و بعد از بسته‌بندی به بازار عرضه می‌شوند.[۵]

## مواد تشکیل دهنده
یک قطعه کاشی از دو قسمت تشکیل شده‌است:
1. قطعه سفالی که قسمت اصلی و استخوان‌بندی کاشی را تشکیل می‌دهد.
2. لعاب روی آن که ماده‌ای است شیشه‌ای و قسمت رویی آن را تشکیل می‌دهد.

یکی از مهم‌ترین عوامل در صنعت کاشی‌سازی آن است که این دو ماده را طوری انتخاب کنند که ضریب انبساط آنها مساوی باشد.

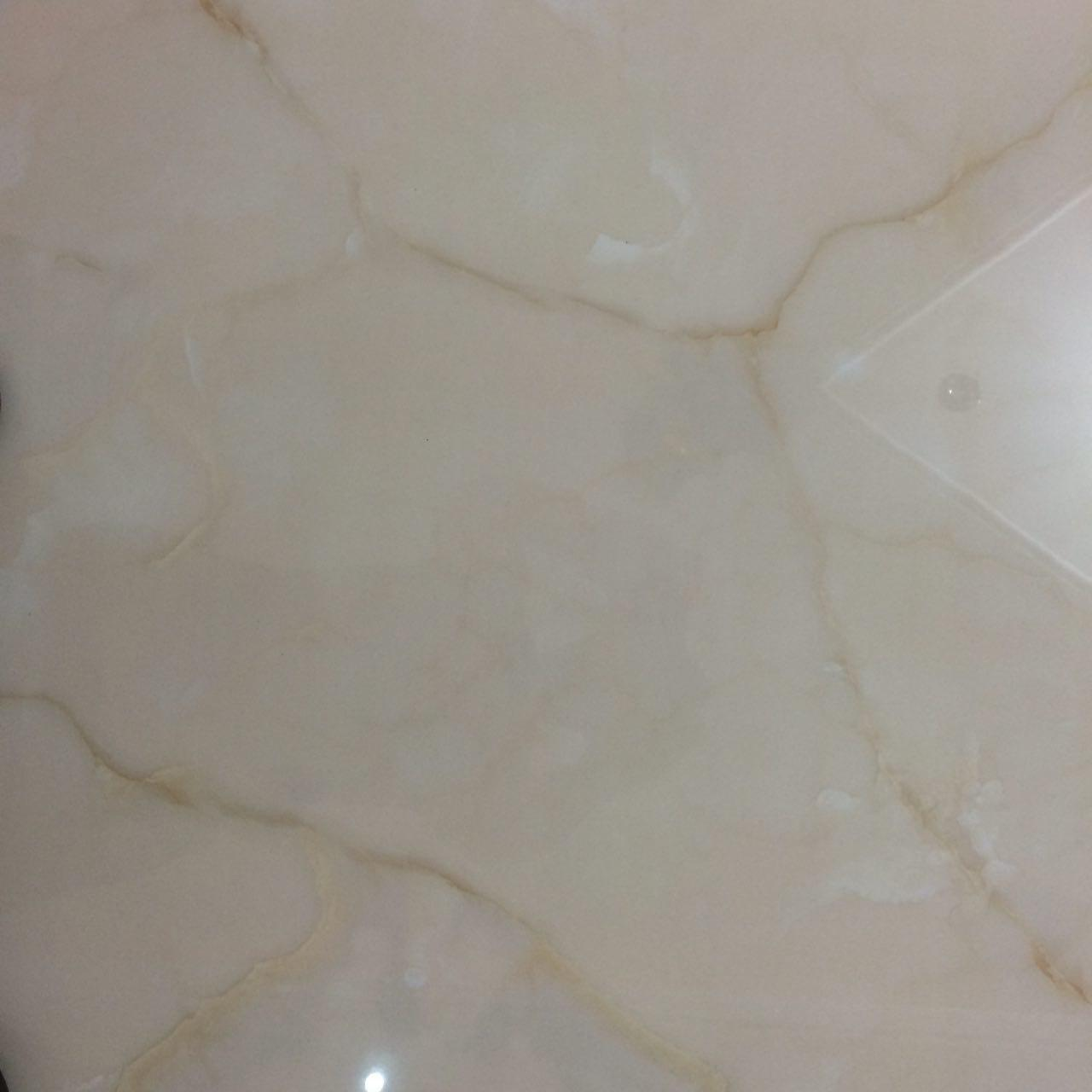
سرامیک پرسلان لعاب پولیش

## انواع کاشی
- کاشی بدنه:جهت نصب در دیوار با لعابی براق و استقامت کمتر نسبت به کاشی کف. متنوع در سایز و طرح.
- کاشی کف: یا به اصلاح عامیانه در ایران که به آن سرامیک می‌گویند. مقاوم تر و مستحکم تر از لحاظ بدنه و لعاب نسبت به کاشی بدنه.[۶][۷]
- کاشی سه بعدی: نسل جدیدی از کاشی که با استفاده از بروزترین تکنولوژی چاپ و بهره‌گیری از خطای چشم، زیبایی و جلوه‌ای خاص به صنعت کاشی و سرامیک داده‌است.[۸]
- کاشی پرسلانی: نسل سوم صنعت کاشی و سرامیک کاشی پرسلانی نامیده می‌شود؛ که در صفحه جداگانه توضیح داده شده‌است.[۹][۱۰][۱۱]

## تاریخچه در ایران
کشور ایران با تاریخ و تمدن کهن در هنر و صنعت و برخورداری از ذخایر معتنابهی از مواد اولیه از دیر باز با عنوان بستری مناسب برای صنعت کاشی و سرامیک مطرح بوده‌است. تولید کاشی سرامیکی در این سرزمین از مراحل بسیار اولیه و با روش‌های ابتدایی از حدود ۱۲۵۰ سال قبل از میلاد مسیح با تولید انواع آجرهای لعابدار، کاشی‌های تزیینی و مینا آغاز شده‌است. کاشی از فرآیند پخت خاک رس در کوره و لعاب بر روی آن تولید میشود و خاک رس کاشی حتماً باید دارای ۲۰ تا ۳۰ درصد سیلیس باشد. پس از پخت کاشی در کوره یک لایه لعاب بر روی آن برای حفظ خواص کاشی و همچنین زیبایی طرح و رنگ و حفاظت و افزایش مقاومت  لایه رویی بر روی آن زده میشود. واژه کاشی بر اساس نظر موسسه لغت نامه دهخدا و مرکز بین المللی آموزش زبان فارسی دانشگاه تهران از کلمه کاچی و به معنای ” نوعی از خشت تنک باشد که نقاشی کنند و آبگینه ساییده بر روی آن بمالند و بپزند چنانکه شبیه به چینی شود. ” گرفته شده است. البته برخی از زبان شناسان به دلیل اینکه هنر کاشی سازی و سفالگری در شهر کاشان بسیار رواج داشته علت این نامگذاری را شهر کاشان دانسته اند. کاشی سنتی که بیشتر در مکان های مذهبی نظیر مساجد استفاده میشود با ۵ شیوه و نام متفاوت تولید میشوند : ۱- کاشی هفت رنگ. ۲- کاشی مقرنس. ۳- کاشی معرق. ۴- کاشی معلقی که به خط کوفی مزین میشود. ۵- کاشی مینیاتوری. کاشی سنتی به روش دستی و با رنگ آمیزی دستی ساخته میشد البته امروزه با استفاده از دستگاه های مدرن و به روز در تولید کاشی مساجد صورت میگیرد. امروزه کاشی در صنعت ساختمان در کاشی دیوار حمام و دستشویی و کاشی بین کابینتی استفاده میشود و با توجه به تمیزی آسان و همچنین بهداشتی بودن محیط میتوان از کاشی در محیط هایی با خطر آلودگی بالا مانند مراکز درمانی از انواع کاشی استفاده کرد.
استاد علی پنجه پور از مشهورترین استادان کاشی کاری ایران است.

## کاربرد کاشی
کاشی برای تزئینات داخل و خارج ساختمان (بویژه در اماکن مذهبی) و همچنین برای بهداشت و عایق رطوبت به کار می‌رود.
کاشی دارای ابعاد و اندازه‌های گوناگون می‌باشد به‌طوری‌که کاشی کف و دیواری را در ابعاد ۲×۲ و ۱×۲ تا ۵۰×۵۰، ۴۰/۸۰ و ۳۰*۹۰ سانتیمتر تولید می‌کنند که با رنگهای گوناگون می‌تواند یک نقاشی را در محل نصب نیز نشان دهد. کیفیت کاشی باید به نحوی باشد که تغییرات ناگهانی درجه حرارت از ۱۰۰ تا ۲۰ درجه سانتیگراد را به خوبی تحمل کرده و هیچ‌گونه آثار ترک در بدنه یا لعاب آن ظاهر نشود. کاشی دیواری را برای حفظ بهداشت و رطوبت در آشپزخانه، محیط‌های بهداشتی، حمام و دستشویی استفاده می‌کنند. کاشی کف را نیز به علت ضد سایش بودن و مقاومت حرارتی و الکتریکی بالا در آشپزخانه‌ها، حمام‌ها، آزمایشگاه‌ها، رختشویخانه‌ها و کارخانجات شیمیایی به کار می‌برند همچنین کاشی باید دارای ابعاد صاف و گوشه‌های تیز باشد.

## نگارخانه

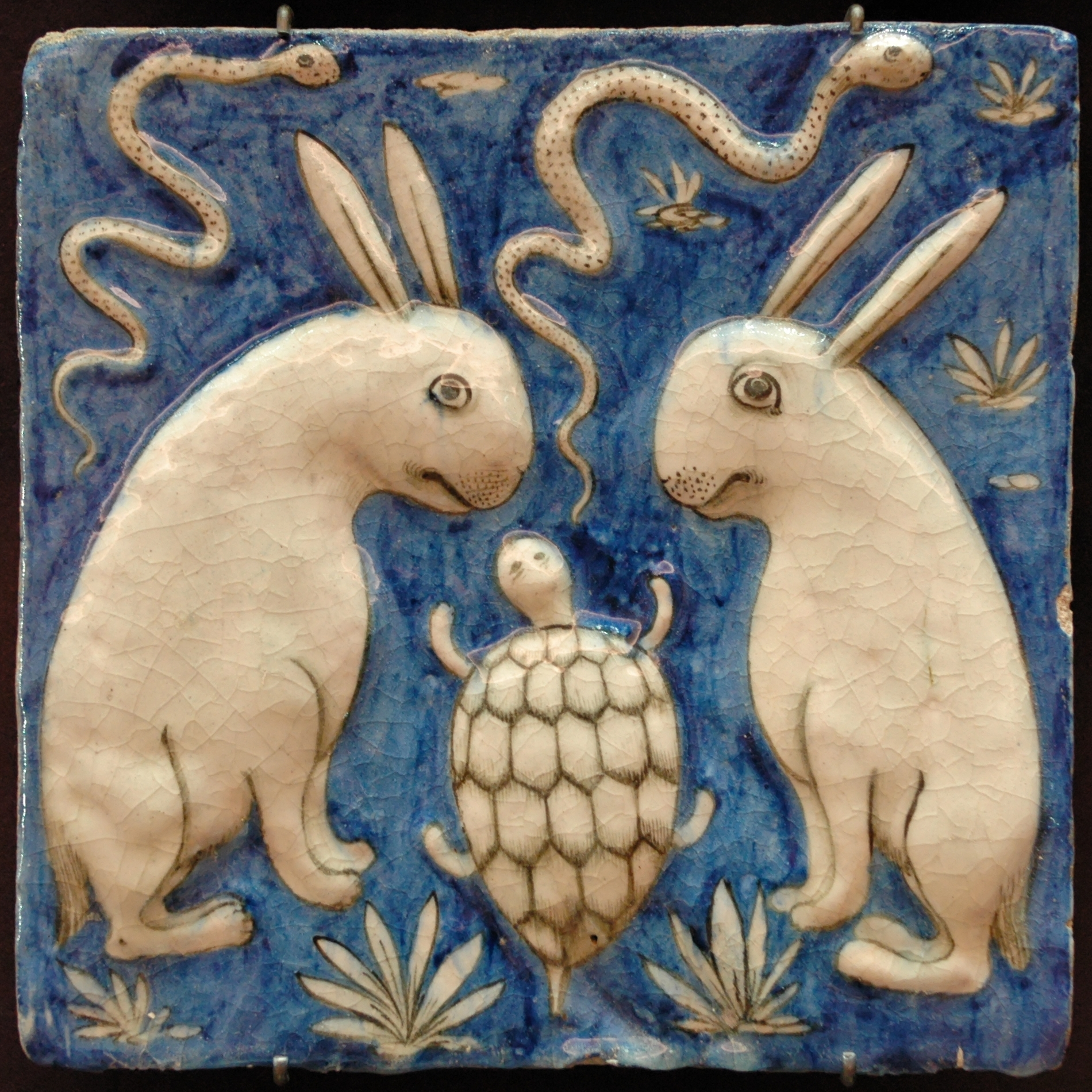
کاشی لعاب‌دار با نقش مار، خرگوش و لاک‌پشت به عنوان نگاره‌ای برای آذین کتاب عجائب المخلوقات وغرائب الموجودات نوشته زکریای قزوینی، مربوط به سده ۱۳ میلادی
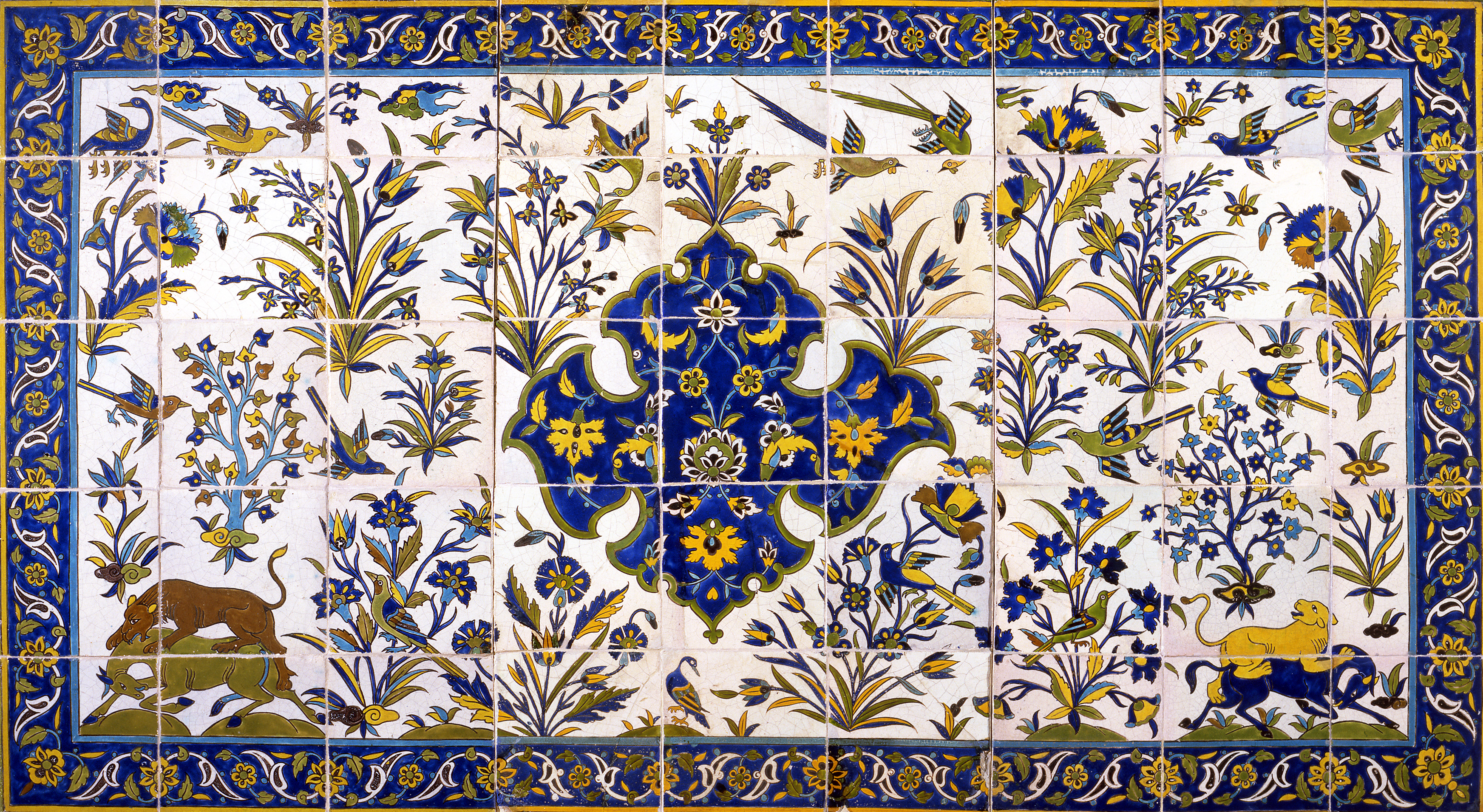
کاشی نقاشی، مربوط به دورهٔ قاجار با صحنه‌هایی از شکار، پرندگان و گل‌وبُته. این اثر اکنون در مالکیت مجموعه داوود قرار دارد. کاشی‌ساز: نامعلوم
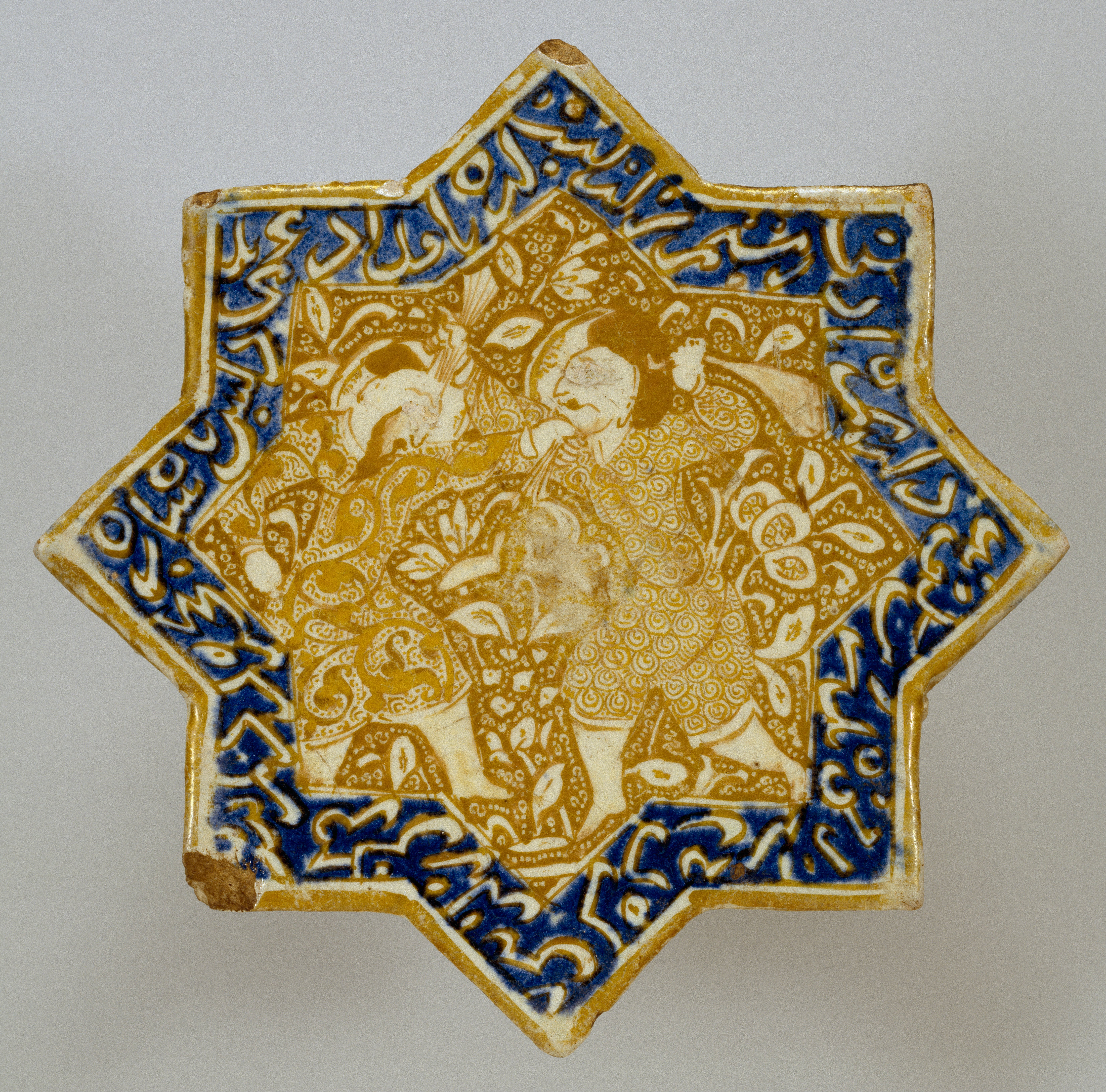
کاشی ایرانی ستاره‌ای شکل با طرح نبرد مربوط به نیمه دوم سده سیزدهم میلادی (ایلخانیان) در موزه والترز آرت واقع در مریلند، امریکا
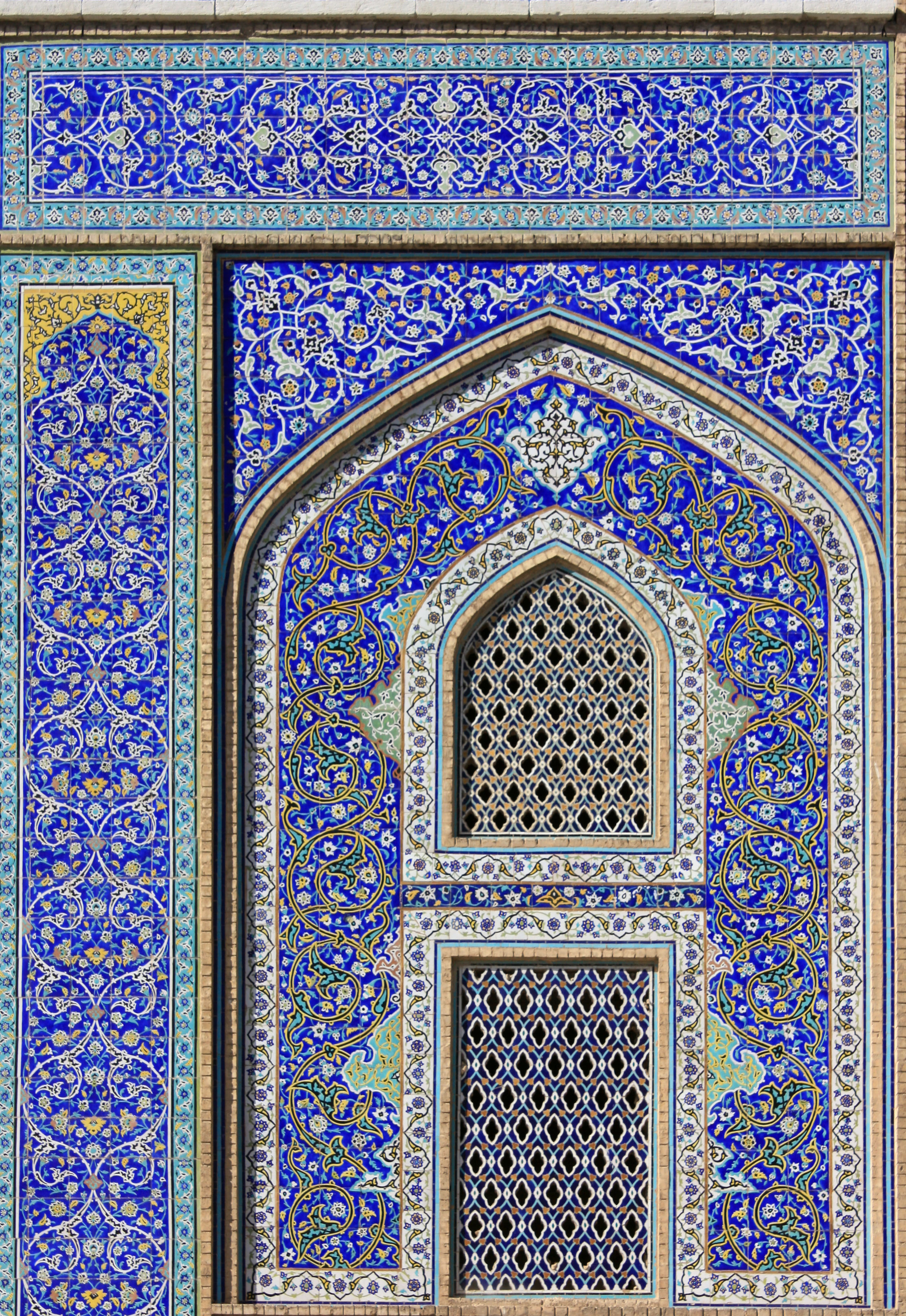
کاشی مسجد شیخ لطف‌الله
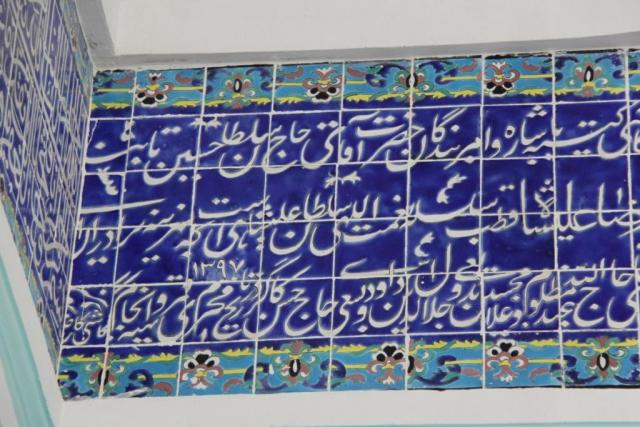
کاشی کاری در آرامگاه شیخ مغربی در نیشابور. نمونه از کاربرد تزیینی کاشی سفالین